# Essenmot
De essenmot (Prays fraxinella) is een vlinder uit de familie Praydidae. De wetenschappelijke naam van de soort werd in 1784 gepubliceerd door Bjerkander als Tinea fraxinella.